# Игра в имитацию
«Игра́ в имита́цию» (англ. The Imitation Game) — драма о криптографе военного времени Алане Тьюринге, который взломал код немецкой шифровальной машины «Энигма» во время Второй мировой войны и позже был привлечён к уголовной ответственности за свою гомосексуальность. Фильм режиссёра Мортена Тильдума по сценарию Грэма Мура, основанному на биографической книге «Алан Тьюринг: Энигма» Эндрю Ходжеса. Главную роль исполнил Бенедикт Камбербэтч.
Фильм является обладателем главной награды Кинофестиваля в Торонто 2014 года. Сценарий фильма возглавил ежегодный «Чёрный список» лучших не запущенных в производство голливудских сценариев 2011 года. Премьера фильма состоялась во время кинофестиваля в Теллуриде 29 августа 2014 года.

## Сюжет
Картина рассказывает о нескольких временных линиях жизни Алана Тьюринга. В 1951 году в дом профессора математики проникают грабители, что привлекает к личности Тьюринга внимание полиции и детектива Нока. События возвращают зрителей в 1939 год, когда Великобритания вступает во Вторую мировую войну. В секретной резиденции в Блетчли-парке собирают группу британских специалистов, включая Тьюринга. Они должны разобраться с проблемой дешифровки сообщений машины «Энигма», используемой нацистами.
Тьюринг приходит к выводу о том, что для взлома кода недостаточно возможностей человека и необходима другая машина. Поскольку его начальник Деннистон против этой идеи, Алан пишет письмо Черчиллю, объясняя проблемы проекта недостаточностью финансирования и низкой квалификацией отдельных участников группы. Вскоре именно его назначают руководителем секретных изысканий и отпускают фонды, необходимые для создания «Кристофера». Именно так Тьюринг назвал создаваемое им электромеханическое устройство — в память о своём безвременно умершем школьном друге — Кристофере Моркоме. Уволив двух сотрудников, Тьюринг для поиска новых через газеты объявляет конкурс на решение кроссвордов, в итоге найдя двух новых участников проекта: Джоан Кларк и Джона Гуда.
Каждый день у группы было всего 18 часов на взлом шифра: с 6 часов утра, когда начинают поступать первые перехваченные радиограммы, и до полуночи, т. к. ровно в полночь немцы меняют расположение роторов. Тьюринг понимает, что без какой-то дополнительной подсказки даже «Кристофер» будет бессилен вычислить исходное зашифрованное сообщение. Когда последние надежды почти растаяли, Тьюринг в случайной беседе с девушкой-радиооператором получает подсказку, что все зашифрованные сообщения содержат постоянно повторяющиеся слова в прогнозе погоды. Эта и некоторые другие подсказки помогают наконец раскрыть секрет «Энигмы», но перед специалистами сразу же встаёт другая проблема. Необходимо было не дать понять нацистам о том, что шифр вскрыт, для чего Алан предлагает использовать математическую статистику и другие методы, дабы создать у немцев ощущение раскрытия англичанами планов их боевых действий не из-за взлома кода «Энигмы» и чтения зашифрованных радиограмм, а по другим данным английской разведки. Тьюринг вовлечён в сложную игру разведки, когда узнаёт, что один из его подчинённых, Джон Кернкросс, оказался советским шпионом. Тем не менее ему приказывают не трогать его, чтобы поставлять в СССР ту информацию, которую в MI6 считали нужной. Алана шантажируют информацией о том, что он гомосексуал — сторона его натуры, которую он тщательно скрывал. Тьюринга связывают сложные отношения с Джоан. В один момент девушка пригрозила уходом из группы, повинуясь воле родителей вернуться домой. Алан вынужден пойти на крайние меры — объявить ей, что просит её руки, только ради сохранения ценного члена команды.
Война заканчивается. Руководитель MI6 Стюарт Мензис объявляет Алану и его подчинённым, что деятельность их группы прекращена и они могут вернуться домой, но с условием забыть обо всём, чем занимались. Действие возвращается в 1950-е. Детектив Нок вызывает на допрос профессора Тьюринга, допытываясь о том, чем же он занимался в годы войны. Тьюринг рекомендует ему попробовать догадаться, отвечает ли на его вопросы машина или человек. Полицейский отпускает профессора, но дальше ему уже нет покоя. Информация о сексуальных наклонностях попадает в газеты, и Тьюринга обвиняют в неподобающем поведении. Ему грозит тюремный срок, и единственный шанс остаться на свободе — согласиться на химическую кастрацию гормональными препаратами. После приёма лекарств психика Тьюринга оказывается крайне расшатана.
Картина заканчивается словами о том, что в 1954 году Алан Тьюринг покончил жизнь самоубийством. Взлом шифра «Энигмы», как считают специалисты, приблизил день победы в войне на два года и сохранил миллионы жизней.

## В ролях
| Актёр               | Роль                        |
| ------------------- | --------------------------- |
| Бенедикт Камбербэтч | Алан Тьюринг                |
| Алекс Лоутер        | молодой Тьюринг             |
| Кира Найтли         | Джоан Кларк                 |
| Мэттью Гуд          | Хью Александер              |
| Чарльз Дэнс         | коммандер Алистер Деннистон |
| Марк Стронг         | генерал-майор Стюарт Мензис |
| Рори Киннир         | детектив Нок                |
| Аллен Лич           | Джон Кернкросс              |
| Том Гудман-Хилл     | сержант Стал                |
| Мэттью Бирд         | Питер Хилтон                |
| Виктория Уикс       | Дороти Кларк                |
| Джеймс Норткот      | Джон Гуд                    |

## Создание

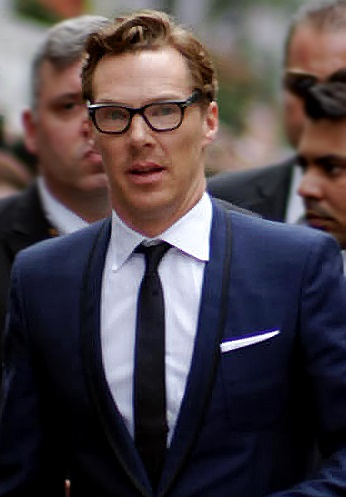
Исполнитель роли Тьюринга Бенедикт Камбербэтч на премьере фильма на Кинофестивале в Торонто 2014 года

Прежде чем к проекту Black Bear Pictures присоединился Бенедикт Камбербэтч, Warner Bros. приобрела сценарий для Леонардо Ди Каприо, как сообщалось, за семизначную сумму. Позже Ди Каприо отказался, и права на сценарий вернулись к сценаристу.
К разработке проекта привлекались различные режиссёры, в том числе Рон Ховард и Дж. Блэйксон. В декабре 2012 года официально было объявлено, что работу над лентой возглавит режиссёр «Охотников за головами» Мортен Тильдум; создание этого фильма стало для него англоязычным режиссёрским дебютом.
Основные съёмки начались 15 сентября 2013 года в Англии. Места съёмок включают бывшую школу Тьюринга Шерборн и Блетчли-парк, где Тьюринг и его коллеги работали во время войны.

## Восприятие
Картина удостоена крайне высоких оценок мировой кинопрессы. На сайте Rotten Tomatoes фильм имеет рейтинг 89% на основе 284 рецензий. На сайте Metacritic фильм получил 71 балл из 100 на основе рецензий 49 критиков. Национальный совет кинокритиков США и Американский институт киноискусства включили «Игру в имитацию» в топ 10 фильмов 2014 года.

## Споры

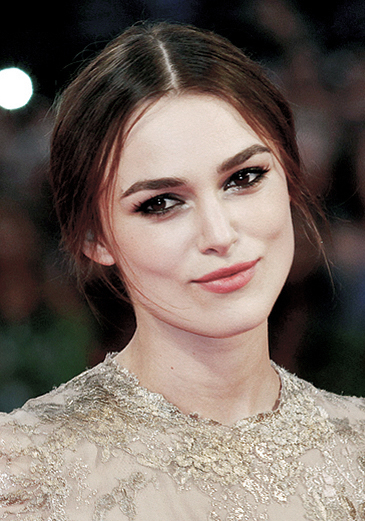
Найтли сыграла дешифровщицу Джоан Кларк.

Во время съёмок критиковали предполагаемое преуменьшение гомосексуальности Тьюринга в фильме, особенно осуждая изображение его отношений с близкой подругой и бывшей невестой Джоан Кларк. Ходжес, автор книги, по которой был снят фильм, описал сценарий как «намного более выстраивающий отношения с Джоан, чем они были на самом деле». Племянница Тьюринга Пэйн посчитала, что Найтли была выбрана на роль ненадлежащим образом, поскольку она описала настоящую Кларк как «довольно простоватую» и сказала: «Я думаю, они, возможно, пытаются романтизировать это. Меня это немного злит. Вы хотите, чтобы фильм показал всё таким, каким оно было, а не много чепухи».
В разговоре с Empire режиссёр Тильдум выразил своё решение взяться за проект: «Это такая сложная история. Это был элемент прав геев, но также и то, как его (Тьюринга) идеи держались в секрете и насколько невероятно важной была его работа во время войны, что ему никогда не воздавали должное за неё». В интервью для GQ UK Мэттью Гуд, который играет в фильме коллегу-криптографа Хью Александра, заявил, что сценарий сосредоточен на «жизни Тьюринга и на том, как мы, как нация, чествовали его как героя, химически кастрировав его, потому что он был геем». Продюсеры фильма заявили: «Нет — и никогда не было — версии нашего сценария, где Алан Тьюринг был бы кем-то иным, кроме гомосексуалиста, и мы не включали вымышленные сексуальные сцены».
В январе 2015 года в интервью The Huffington Post сценарист фильма Грэм Мур сказал в ответ на жалобы на историческую точность фильма: «Когда вы используете язык «проверки фактов», говоря о фильме, я думаю, вы в корне не понимаете, как работает искусство. Вы не проверяете факты о «Водяных лилиях» Моне. Так выглядят не водяные лилии, так ощущается ощущение от созерцания водяных лилий. Это цель произведения».
В том же интервью Тильдум заявил: «Многие исторические фильмы иногда кажутся людьми, читающими вам страницу Википедии на экране, просто декламирующими «а потом он сделал то, а потом он сделал то, а потом он сделал вот это» — это как сборник «Величайших хитов». Мы хотели, чтобы фильм был эмоциональным и страстным. Нашей целью было дать вам «Каков Алан Тьюринг?» Какова его история? Каково это — быть Аланом Тьюрингом? Можем ли мы создать для аудитории опыт своего рода «Алана Тьюринга», основанный на его жизни?»
По большей части Ходжес не комментировал историческую точность фильма, ссылаясь на договорные обязательства, связанные с правами на экранизацию его биографии.

## Награды
| Награды и номинации                   | Награды и номинации                           | Награды и номинации                                                   | Награды и номинации | Награды и номинации |
| Награда                               | Категория                                     | Номинант                                                              | Результат           |                     |
| ------------------------------------- | --------------------------------------------- | --------------------------------------------------------------------- | ------------------- | ------------------- |
| Международный кинофестиваль в Торонто | Главный приз (приз зрительских симпатий)      |                                                                       | Победа              |                     |
| Голливудский кинофестиваль            | «Лучшая режиссёрская работа»                  | Мортен Тильдум                                                        | Победа              |                     |
| Голливудский кинофестиваль            | «Лучшая мужская роль»                         | Бенедикт Камбербэтч                                                   | Победа              |                     |
| Голливудский кинофестиваль            | «Лучшая женская роль второго плана»           | Кира Найтли                                                           | Победа              |                     |
| Голливудский кинофестиваль            | «Лучшая музыка»                               | Александр Деспла                                                      | Победа              |                     |
| «Золотой глобус»                      | «Лучший фильм — драма»                        |                                                                       | Номинация           |                     |
| «Золотой глобус»                      | «Лучшая мужская роль — драма»                 | Бенедикт Камбербэтч                                                   | Номинация           |                     |
| «Золотой глобус»                      | «Лучшая женская роль второго плана»           | Кира Найтли                                                           | Номинация           |                     |
| «Золотой глобус»                      | «Лучший сценарий»                             | Грэм Мур                                                              | Номинация           |                     |
| «Золотой глобус»                      | «Лучшая музыка»                               | Александр Деспла                                                      | Номинация           |                     |
| «Спутник»                             | «Лучший фильм»                                |                                                                       | Номинация           |                     |
| «Спутник»                             | «Лучшая режиссёрская работа»                  | Мортен Тильдум                                                        | Номинация           |                     |
| «Спутник»                             | «Лучшая мужская роль»                         | Бенедикт Камбербэтч                                                   | Номинация           |                     |
| «Спутник»                             | «Лучшая женская роль второго плана»           | Кира Найтли                                                           | Номинация           |                     |
| «Спутник»                             | «Лучший адаптированный сценарий»              | Грэм Мур                                                              | Победа              |                     |
| «Спутник»                             | «Лучшая музыка»                               | Александр Деспла                                                      | Номинация           |                     |
| «Спутник»                             | «Лучшая работа художника-постановщика»        | Мария Дьюркович, Ник Дент                                             | Номинация           |                     |
| «Спутник»                             | «Лучший монтаж»                               | Уильям Голденберг                                                     | Номинация           |                     |
| Премия британского независимого кино  | «Лучший британский независимый фильм»         |                                                                       | Номинация           |                     |
| Премия британского независимого кино  | «Лучшая мужская роль»                         | Бенедикт Камбербэтч                                                   | Номинация           |                     |
| Премия британского независимого кино  | «Лучшая женская роль»                         | Кира Найтли                                                           | Номинация           |                     |
| Премия британского независимого кино  | «Лучший сценарий»                             | Грэм Мур                                                              | Номинация           |                     |
| Национальный совет кинокритиков США   | Включение в список десяти лучших фильмов года |                                                                       | Победа              |                     |
| Премия Гильдии киноактёров США        | «Лучшая мужская роль»                         | Бенедикт Камбербэтч                                                   | Номинация           |                     |
| Премия Гильдии киноактёров США        | «Лучшая женская роль второго плана»           | Кира Найтли                                                           | Номинация           |                     |
| Премия Гильдии киноактёров США        | «Лучший актёрский состав»                     |                                                                       | Номинация           |                     |
| «Выбор критиков»                      | «Лучший фильм»                                |                                                                       | Номинация           |                     |
| «Выбор критиков»                      | «Лучшая мужская роль»                         | Бенедикт Камбербэтч                                                   | Номинация           |                     |
| «Выбор критиков»                      | «Лучшая женская роль второго плана»           | Кира Найтли                                                           | Номинация           |                     |
| «Выбор критиков»                      | «Лучший адаптированный сценарий»              | Грэм Мур                                                              | Номинация           |                     |
| «Выбор критиков»                      | «Лучшая музыка»                               | Александр Деспла                                                      | Номинация           |                     |
| «Выбор критиков»                      | «Лучший актёрский состав»                     |                                                                       | Номинация           |                     |
| BAFTA                                 | «Лучший фильм»                                |                                                                       | Номинация           |                     |
| BAFTA                                 | «Лучший британский фильм»                     |                                                                       | Номинация           |                     |
| BAFTA                                 | «Лучшая мужская роль»                         | Бенедикт Камбербэтч                                                   | Номинация           |                     |
| BAFTA                                 | «Лучшая женская роль второго плана»           | Кира Найтли                                                           | Номинация           |                     |
| BAFTA                                 | «Лучший адаптированный сценарий»              | Грэм Мур                                                              | Номинация           |                     |
| BAFTA                                 | «Лучшая работа художника-постановщика»        | Мария Дьюркович, Татьяна Макдональд                                   | Номинация           |                     |
| BAFTA                                 | «Лучший дизайн костюмов»                      | Сэмми Шелдон                                                          | Номинация           |                     |
| BAFTA                                 | «Лучший монтаж»                               | Уильям Голденберг                                                     | Номинация           |                     |
| BAFTA                                 | «Лучший звук»                                 | Джон Миджли, Ли Уолпол, Стюарт Хилликер, Мартин Дженсен, Энди Кеннеди | Номинация           |                     |
| «Оскар»                               | «Лучший фильм»                                |                                                                       | Номинация           |                     |
| «Оскар»                               | «Лучший режиссёрская работа»                  | Мортен Тильдум                                                        | Номинация           |                     |
| «Оскар»                               | «Лучшая мужская роль»                         | Бенедикт Камбербэтч                                                   | Номинация           |                     |
| «Оскар»                               | «Лучшая женская роль второго плана»           | Кира Найтли                                                           | Номинация           |                     |
| «Оскар»                               | «Лучший адаптированный сценарий»              | Грэм Мур                                                              | Победа              |                     |
| «Оскар»                               | «Лучшая работа художника-постановщика»        | Мария Дьюркович, Татьяна Макдональд                                   | Номинация           |                     |
| «Оскар»                               | «Лучший монтаж»                               | Уильям Голденберг                                                     | Номинация           |                     |
| «Оскар»                               | «Лучшая музыка к фильму»                      | Александр Деспла                                                      | Номинация           |                     |
| «Сатурн»                              | Лучший триллер                                |                                                                       | Номинация           |                     |
| Премия Гильдии режиссёров США         | Лучшая режиссура художественного фильма       | Мортен Тильдум                                                        | Номинация           |                     |
| Премия Гильдии сценаристов США        | Лучший адаптированный сценарий                | Грэм Мур                                                              | Победа              |                     |